# Chiesa di San Giovanni Battista (Ittiri)
La chiesa di San Giovanni Battista è una chiesa campestre situata in territorio di Ittiri, centro abitato della Sardegna nord-occidentale. Consacrata al culto cattolico, fa parte della parrocchia di San Francesco, arcidiocesi di Sassari.

L'edificio sorge poco fuori dal centro abitato, alle falde del monte omonimo. Le prime notizie della chiesa la danno già esistente nel 1698.